# Riocentro

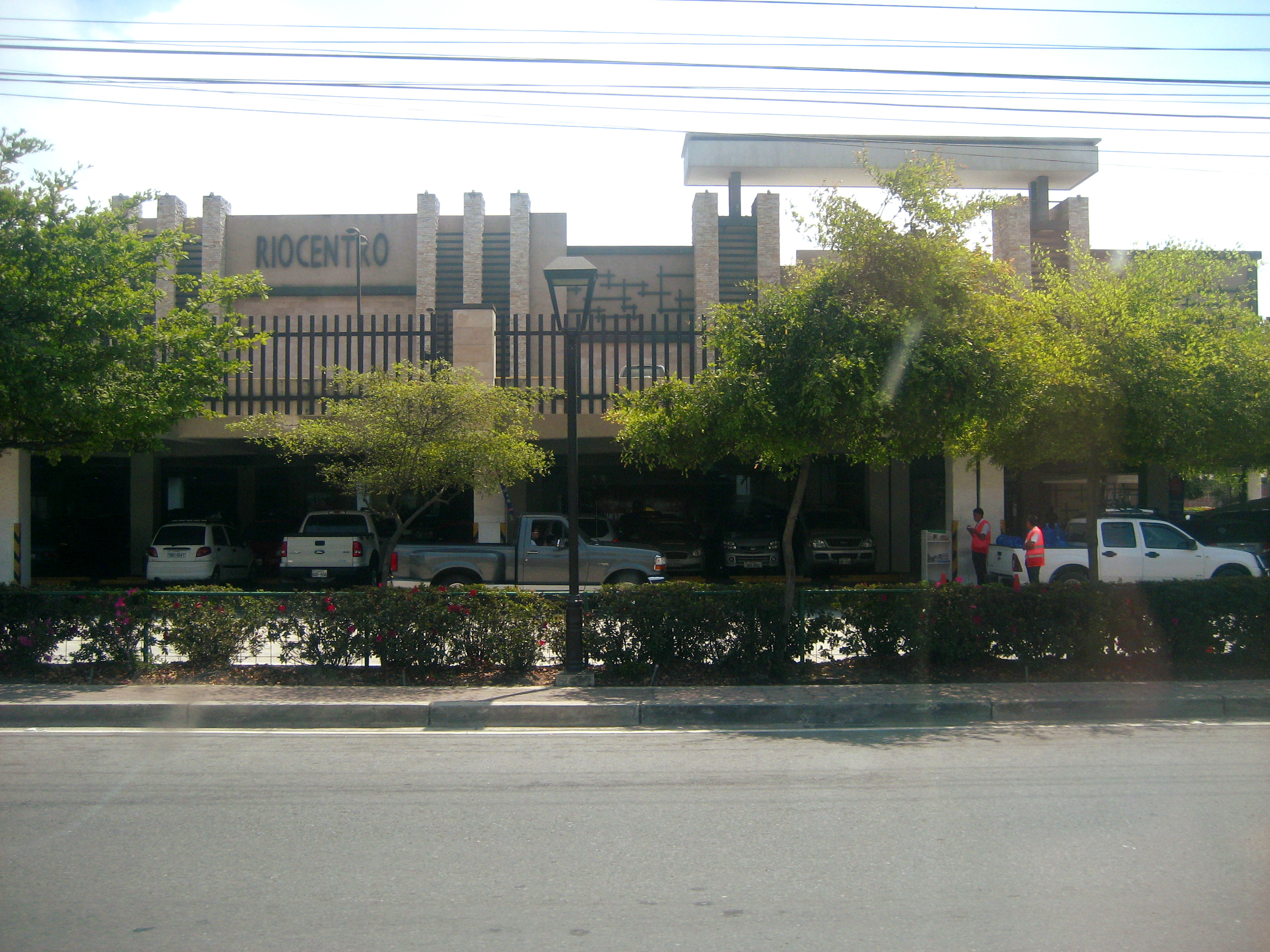
Een van de hoofdingangen

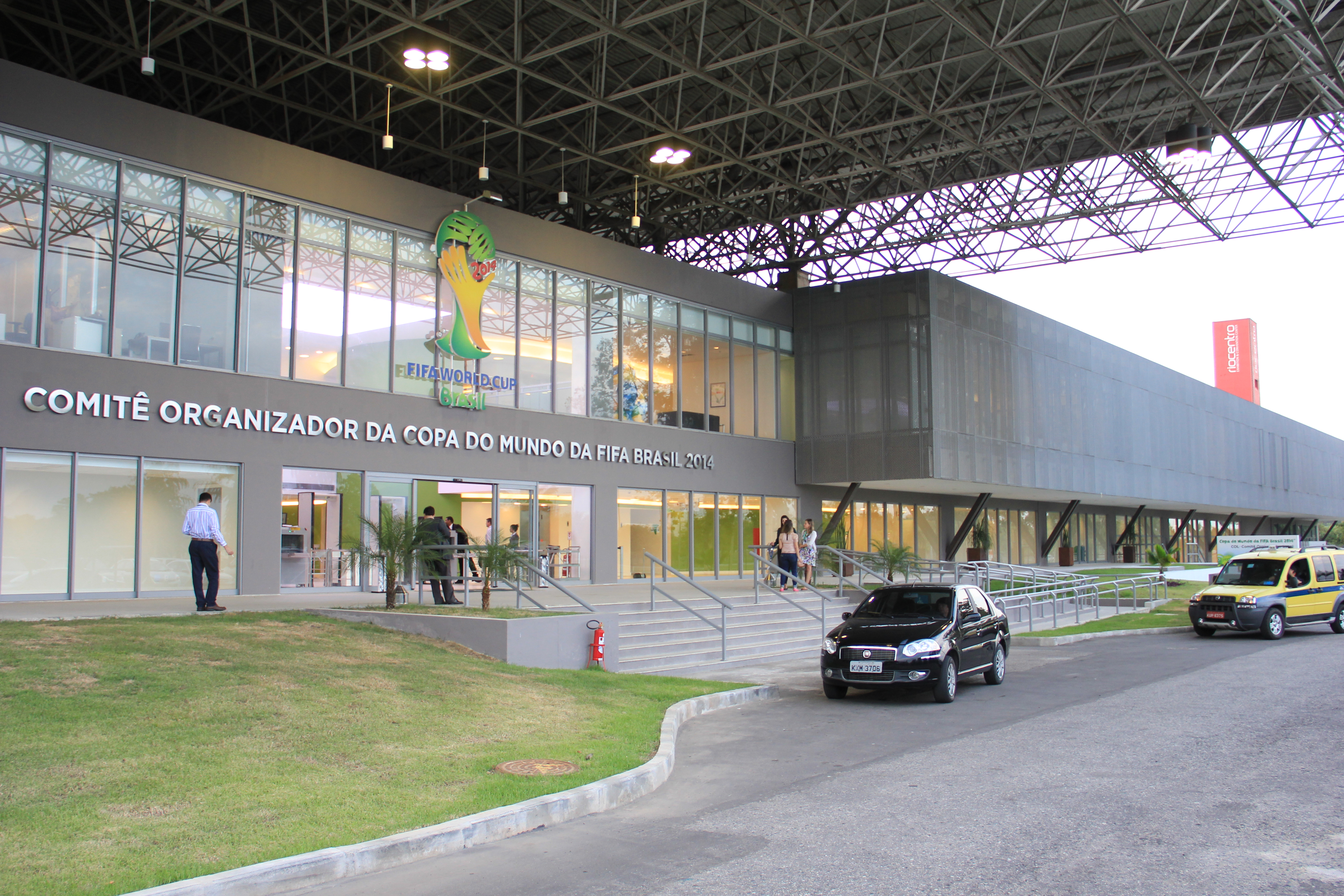
Het Comitê Organizador Local da Copa do Mundo da FIFA Brasil 2014 (COL) in Riocentro

Het Riocentro in de Braziliaanse stad Rio de Janeiro was bij zijn opening in 1977 het grootste congrescentrum, evenementenhal en beurscomplex in heel Latijns-Amerika.
Oorspronkelijk was het complex in eigendom en beheer van het gemeentebestuur van Rio, maar in de aanloop naar de Pan-Amerikaanse Spelen 2007 die gedeeltelijk in Riocentro doorgingen, werden de hallen voor een periode van 50 jaar in pacht gegeven aan het Franse bedrijf GL Events die ook in de vernieuwing van het centrum investeerde. Een renovatie in 2007 werd geleid door de Frans-Braziliaanse architecte Elizabeth de Portzamparc.
Riocentro was al meermaals de locatie voor wereldwijde evenementen, waaronder de Top van de Aarde van 1992, en twintig jaar later Rio +20 in 2012. In 2002 ging het 17e wereldpetroleumcongres hier door, in 2013 de wereldjongerendagen, met een bezoek van paus Franciscus. Tijdens het wereldkampioenschap voetbal 2014 was het hoofdkwartier van het organiserend comité en het International Broadcasting Centre in Riocentro gehuisvest. Maar ook de grootste Braziliaanse boekenbeurs, de tweejaarlijkse Bienal do Livro do Rio de Janeiro gaat in Riocentro door, naast optredens van onder meer Rodrigo Sha en David Guetta (op 30 december 2011, 19 november 2012 en 19 januari 2015 - tijdens diens wereldwijde Listen Tour).
Gedurende de Olympische Spelen van 2016 is het complex de locatie van onder meer het boksen, het gewichtheffen, badminton en tafeltennis. Riocentro ontvangt ook competities tijdens de aansluitende Paralympische Spelen van 2016.

## Aanslag
Op 30 april 1981 om 9 u. 's avonds was het Riocentro het toneel van een mislukte bomaanslag. Op de vooravond van de dag van de Arbeid werd in Riocentro een feestelijk concert georganiseerd voor meer democratie met veel bekende Braziliaanse artiesten. Brazilië was, na de militaire machtsgreep van 1964 geleid door een dictatoriale junta. Militairen hadden twee bommen gepland, een in het centrum zelf, de andere in de elektriciteitscentrale die Riocentro bevoorraadde. De bom in Riocentro zelf ontplofte evenwel te vroeg, op het parkeerterrein, en doodde enkel een van de plaatsers, sergeant Guilherme Pereira do Rosário. De andere bom, die over de muur van de centrale werd gesmeten, ontplofte op een binnenplaats van de centrale, bracht slechts beperkte schade en verstoorde de elektriciteitstoevoer niet.
De mislukte aanslag, en de onthulling dat deze eigenlijk door de regering zelf was opgezet via de inlichtingendiensten Centro de Informações do Exército (CIE) en Serviço Nacional de Informações (SNI), maar ogenschijnlijk moest uitgaan van radicalisten, was een kantelmoment in de recente Braziliaanse geschiedenis en heeft er mee toe geleid dat in 1984 terug een burgerregering in het land geïnstalleerd kon worden en de Redemocratização aanbrak.